# Phoenicoprocta sanguinea
Phoenicoprocta sanguinea là một loài bướm đêm thuộc phân họ Arctiinae, họ Erebidae.